# Image Flat
Image Flat är en del av en befolkad plats i Australien. Den ligger i kommunen Sunshine Coast och delstaten Queensland, omkring 97 kilometer norr om delstatshuvudstaden Brisbane. Antalet invånare är 462.
Närmaste större samhälle är Nambour, nära Image Flat. 
Omgivningarna runt Image Flat är en mosaik av jordbruksmark och naturlig växtlighet. Runt Image Flat är det tätbefolkat, med 308 invånare per kvadratkilometer. Genomsnittlig årsnederbörd är 1 446 millimeter. Den regnigaste månaden är januari, med i genomsnitt 281 mm nederbörd, och den torraste är september, med 33 mm nederbörd.